# Thomas Narcejac
Pour les articles homonymes, voir Ayraud et Narcejac.
 (juillet 2017).
Pierre Ayraud, dit Thomas Narcejac, né à Rochefort-sur-Mer le  3 juillet 1908 et mort à Nice le 7 juin 1998, est un écrivain français, auteur de romans policiers.
Il a aussi publié sous le pseudonyme John-Silver Lee, ainsi que sous le nom de plume commun Boileau-Narcejac partagé avec Pierre Louis Boileau.

## Biographie

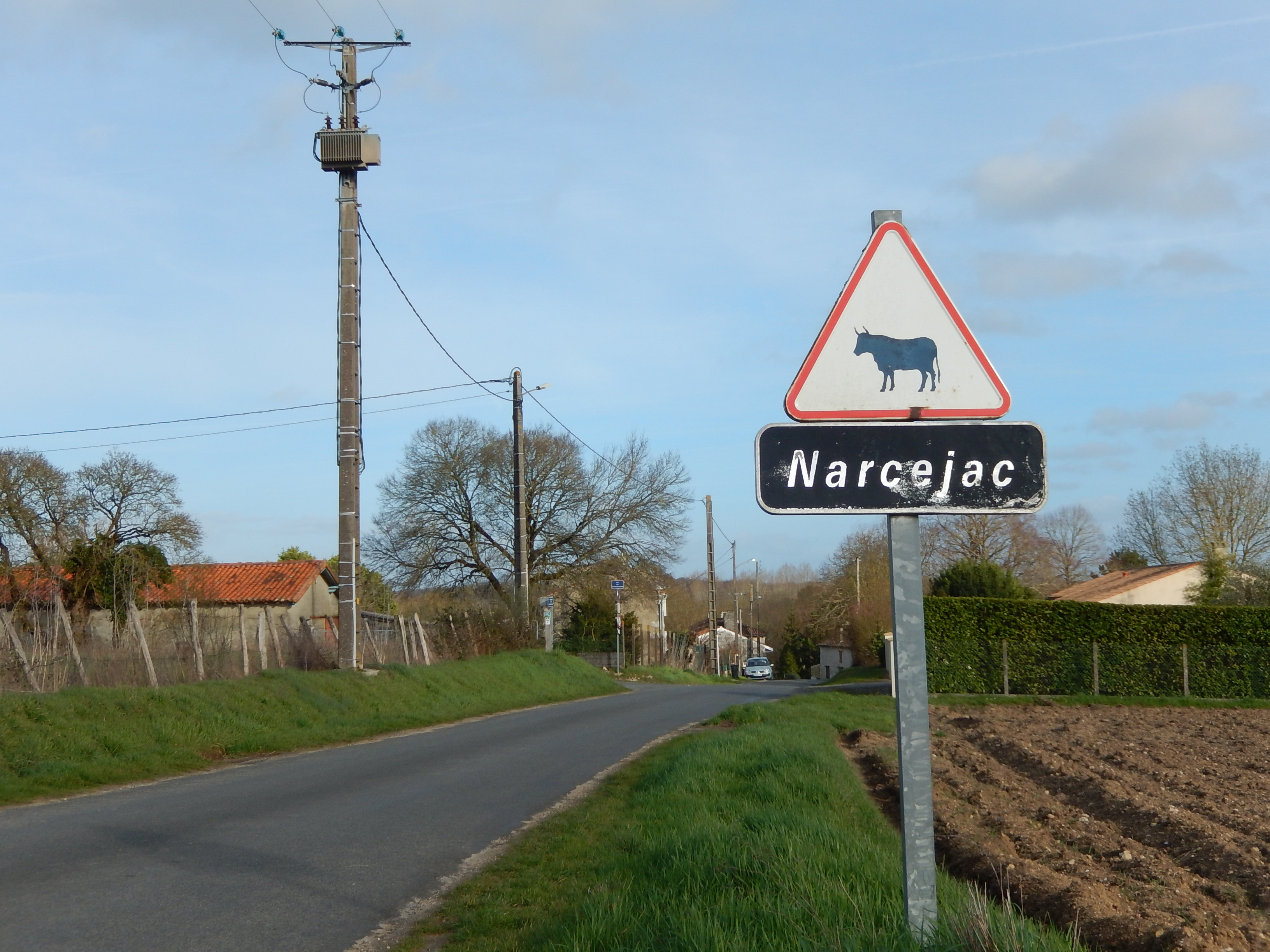
Le hameau de Narcejac (en mars 2019).

Élevé à Saintes, il se rend souvent pour pêcher pendant sa jeunesse, au lieu-dit nommé « Narcejac », dont il se souviendra pour choisir son pseudonyme.
Il fait des études universitaires à Bordeaux, Poitiers et Paris qui lui permettent de décrocher des licences en lettres et en philosophie. Il se destine ensuite à l'enseignement et occupe successivement des postes à Vannes, Troyes, Aurillac. À partir de 1945, il est professeur de lettres classiques à Nantes jusqu'à sa retraite en 1968.
Dès l'après-guerre, il fait paraître des nouvelles qui sont autant de pastiches d'auteurs de littérature policière. Ces textes seront réunis dans Confidences dans ma nuit (1946), Nouvelles confidences dans ma nuit (1947) et Faux et Usage de faux (1952). Narcejac publie également ses premiers romans policiers, dont L'Assassin de minuit (1945). Faut qu'ça saigne (1948) est son premier roman écrit en collaboration avec Serge Arcouët qui utilise alors le pseudonyme Terry Stewart. Les deux auteurs donnent ensuite une série de romans d'action, la série des Slim sous le pseudonyme commun de John-Silver Lee.
Avec La mort est du voyage (1948), écrit seul, il remporte le prix du roman d'aventures. Au cours d'un dîner, Albert Pigasse, le directeur de la Librairie des Champs-Élysées, favorise la rencontre entre Narcejac et Pierre Boileau. C'est le début de l'association littéraire de ces deux auteurs qui signeront quarante ans de romans policiers sous la signature Boileau-Narcejac. Certains romans policiers de ce duo ont donné lieu à des adaptations cinématographiques par Henri-Georges Clouzot et Alfred Hitchcock. En marge de cette collaboration, Narcejac écrit seul quelques romans maritimes : Une seule chair (1954) et Le Grand Métier (1955)
Théoricien littéraire, Narcejac a également publié, seul ou en collaboration avec Pierre Boileau, plusieurs essais marquants consacrés au roman policier.
Thomas Narcejac a deux filles : Annette et Jacqueline.

## Œuvre

### Romans
- L'Assassin de minuit, « La Mauvaise Chance » no 3, 1945
- La police est dans l'escalier, « La Mauvaise Chance » no 16, 1946
- La Nuit des angoisses, « Labyrinthe », 1948
- La mort est du voyage, « Le Masque » no 355, 1948
- Faut qu'ça saigne, « Les Gants noirs », 1948, en collaboration avec Terry Stewart (Serge Arcouët)
- Dix de der, « L'Empreinte », 1950 ; réédition sous le titre Le Goût des larmes
- Le Mauvais Cheval, Presses de la Cité, 1951
- Liberty Ship, Presses de la Cité, 1952
- Une seule chair, Presses de la Cité, 1954
- Le Grand Métier, Presses de la Cité, 1955
- Libertalia ou le Pirate de Dieu, France-Empire, 1979, en collaboration avec Robert de La Croix
- Grand Large, Editions L'Ancre de Marine, 1992
- Le Scaphandrier, Editions L'Ancre de Marine, 1993

### Série desSlimsignée John-Silver Lee
- Slim entre en scène, « L'As de pique » no 2, 1949
- Slim n'aime pas le mélo, « L'As de pique » no 4, 1949
- Le ciel est avec Slim, « L'As de pique » no 6, 1949
- La Colère de Slim, « L'As de pique » no 9, 1949
- Slim a le cafard, « L'As de pique » no 11, 1949
- Slim chez Tito, « L'Empreinte », 1950
- Slim et les Soucoupes volantes », « L'Empreinte", 1950

### Recueil de nouvelles
- Confidences dans ma nuit, « La Mauvaise Chance » no 7, Éditions Athéné, 1946
- Nouvelles confidences dans ma nuit, « La Mauvaise Chance » no 23, Le Portulan, 1947
- Faux et Usage de faux, « Le Masque » no 409, 1951
- Usurpation d'identité, « Club du Livre Policier », Opta, 1959 ; réédition augmentée de trois nouvelles des trois premiers recueils

### Essais
- Esthétique du roman policier, Portulan, 1947
- La Fin d'un bluff, Portulan, 1949
- Le Cas Simenon, Presses de la Cité, 1950
- Une machine à lire : Le Roman policier, Denoël, 1975

## Hommages
Ancien professeur de lettres et de philosophie au lycée Georges-Clemenceau de Nantes de 1947 à 1967, Thomas Narcejac a reçu un hommage de cette ville : la rue Thomas-Narcejac (47° 12′ 37″ N, 1° 31′ 47″ O), attribué le 5 décembre 2008, a été inaugurée sur l'île de Nantes le 12 octobre 2012,.
À Pornic, où l'écrivain avait ses habitudes depuis qu'il l'avait découverte grâce à Armel de Wismes, il a donné son nom à un amphithéâtre construit par la communauté de communes et inauguré en présence de ses filles ainsi qu'à une rue et à un parking adjacents.